# لينييه-أون-بارويس
لينييه-أون-بارويس. (بالفرنسية: Ligny-en-Barrois)‏، هي بلدية في فرنسا، حوالي 4 200 نسمة لشمال شرق فرنسا، والمنطقة غراند إيست، عاصمة ناحية لقسم موز.

## توأمة
للينييه-أون-بارويس اتفاقيات توأمة مع:
- آيشتال